# Huta Szklana (Holendry)
Huta Szklana (dawniej Huta Sczeczyńska, Huta Szczeceńska) – przysiółek wsi Holendry, w Polsce, położony w województwie świętokrzyskim, w powiecie kieleckim, w gminie Pierzchnica.
W czasie powstania styczniowego, 9 grudnia 1863 r. miała miejsce bitwa pod Hutą Szczeceńską. 7 marca 1864 miała tu miejsce potyczka niewielkiego oddziału pod dowództwem Zaremby z wojskami carskimi.
W okresie Królestwa Kongresowego miejscowość w powiecie kieleckim, gmina Szczecno, parafia Pierzchnica.
Kapliczka przydrożna została wybudowana przez mieszkańców Huty w 1967 r. z ich inicjatywy. Powodem jej wybudowania były tzw. majówki. Aby w nich uczestniczyć mieszkańcy Huty musieli jeździć do Ujen, Holender lub Szczecna. Kapliczka wybudowana została obok domu Stęplewskich. Napis na kapliczce: BOŻE BŁOGOSŁAW LUDOWI SWOJEMU.

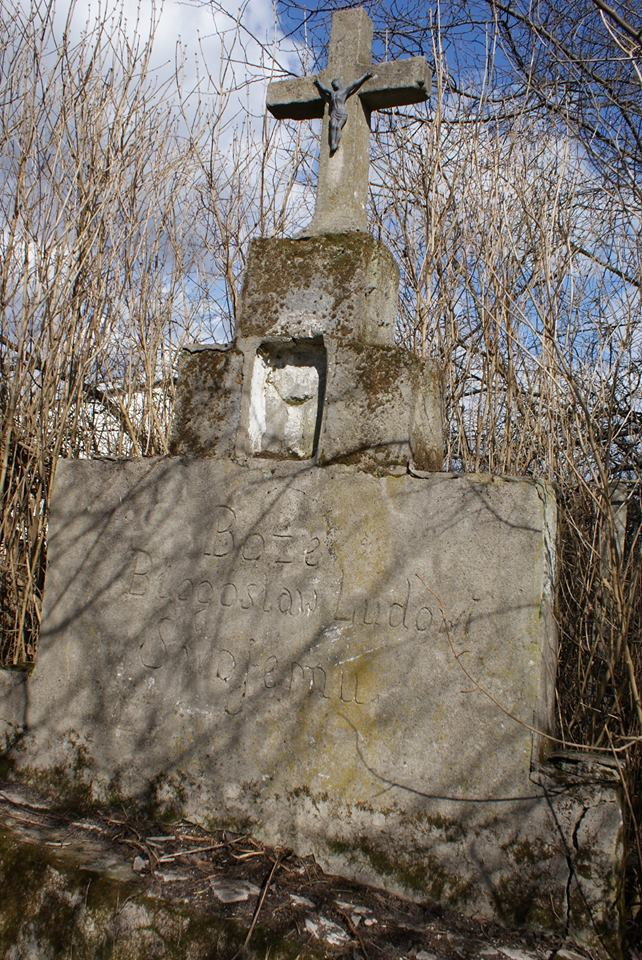
Krzyż przydrożny z 1967 r.